# Paratriodonta lentula
Paratriodonta lentula är en skalbaggsart som beskrevs av Joseph Henri Adelson Normand 1949.
Paratriodonta lentula ingår i släktet Paratriodonta och familjen Melolonthidae. Inga underarter finns listade i Catalogue of Life.